# Charicrita
Charicrita là một chi bướm đêm thuộc họ Yponomeutidae.

## Các loài
- Charicrita citrozona - Meyrick, 1913
- Charicrita othonina - Turner, 1926
- Charicrita sericoleuca - Turner, 1923